# Augusto di Prussia (1779-1843)
Federico Guglielmo Enrico Augusto di Prussia (Berlino, 19 settembre 1779 – Bromberg, 19 luglio 1843) è stato un generale prussiano, ispettore generale e capo dell'artiglieria.
Era il figlio più giovane del principe Augusto Ferdinando di Prussia e della di lui consorte Anna Elisabetta Luisa di Brandeburgo-Schwedt, quindi nipote diretto per parte di madre, del re Federico Guglielmo II.

## Biografia
All'età di 18 anni divenne capitano di fanteria nell'Esercito prussiano. Tre anni dopo la sua promozione al grado di maggiore, avvenuta nel 1800, assunse il comando di un battaglione di granatieri. Egli fu il primo a riconoscere l'insufficienza del sistema di fucileria di allora e curò l'addestramento di tiratori. Nel settembre del 1806 si trovò a capo del suo battaglione come tenente colonnello, partecipando alla battaglia di Lipsia. Catturato dai francesi a Prenzlau, fu tradotto come prigioniero in Francia ove rimase fino alla conclusione della pace e nell'ottobre del 1807 rientrò a Berlino, ove, un mese dopo, ricevette il grado di maggior generale.
Nel marzo del 1808 si recò a Königsberg, dove l'8 agosto il re lo nominò brigadiergenerale, ispettore generale e comandante dell'artiglieria prussiana. In tale veste si dedicò, insieme al generale Gerhard von Scharnhorst, alla riorganizzazione dell'artiglieria e fu quanto mai attivo nel concludere questo compito fino al 1813. Nello stesso tempo ricevette dal 18 agosto 1809 il comando delle truppe di stanza a Francoforte sull'Oder. Queste consistevano in un reggimento della guardia, il battaglione di granatieri della Prussia occidentale, il I reggimento di dragoni della Prussia occidentale e infine una batteria a cavallo proveniente da Berlino.
Prese parte alla guerra della sesta coalizione, ottenendo per prima cosa la Croce di Ferro di seconda classe nella Battaglia di Lützen. Assunto il comando della II brigata il 12 agosto, combatté le battaglie di Dresda, Kulm, Lipsia, Vauchamps e Champaubert.
Dopo che nell'inverno 1814/15 aveva partecipato al Congresso di Vienna, partecipò alla guerra della settima coalizione nel nord della Francia. Il 30 giugno del 1815 divenne comandante del II Corpo d'armata e dopo la conclusione della guerra con il Trattato di Parigi rientrò a Berlino.
La ristrutturazione dell'artiglieria prussiana venne da lui ripresa, come anche la formazione scientifica e spirituale degli ufficiali. Dal 1816 egli ispezionò per ventisette anni, ogni anno, diverse brigate e durante uno dei viaggi d'ispezione, il 19 luglio 1843, lo colse la morte. La sua salma venne inumata nel duomo di Berlino.
Il principe fu uno die più ricchi proprietari trerrieri della Prussia. Gran parte delle sue proprietà finirono, dopo la sua morte, alla famiglia reale, dato che egli non ebbe figli legittimi. Una piccola parte di eredità toccò al casato dei Radziwiłł, giacché la sorella del principe, Luisa di Prussia, aveva sposato il principe Antoni Radziwiłł.

## Vita privata e discendenza
Dalla prima amante Carolina Federica von Waldenburg, con la quale visse dal 1805 al 1817, ebbe 4 figli, che assunsero il cognome nobiliare di von Waldenburg:
- Edoardo (1807 - 1882)[1] che sposò nel 1834 Orlinda von Klitzing (1817 - 1902)
- Federica Augusta Evelina (1803 - 1848)[2]
- Federica Augusta Emilia (1815 - 1893)
- Augusta Federica Matilde (1817 - 1884)

Dalla seconda amante Auguste von Prillwitz, con la quale visse dal 1818 fino alla morte ebbe sette figli, che assunsero il nome nobiliare di von Prillwitz
- Augusto Ludovico Ferdinando (1825 - 1849)
- Ferdinando Ludovico Augusto (1828 - 1835)
- Federico Guglielmo Augusto Ludovico (1829 - 1894), che nel 1857 sposò la contessa Georgina Maria Elisabetta Eugenia von Moltke (1835 - 1899)
- Luisa Augusta Malwina (1819 - 1888), che sposò in prime nozze Cäsar von Dachröden (1808–1882), ciambellano e maresciallo di corte nel Meclenburgo-Strelitz
- Luisa Augusta Elisabetta  (1827 - 1854), che sposò il conte Harry Karl Kurd Eduard von Arnim (1824 - 1881)
- Maria Augusta Luisa (1830 - 1831)
- Clara Augusta Luisa  (1831 -  1883), che sposò Gustavo von Arnim (1820 - 1904)

## Ascendenza
|                                              |                                          |                                                           | Genitori                                |  |  | Nonni |  |  | Bisnonni              |  |  | Trisnonni                           |  |
|                                              |                                          |                                                           |                                         |  |  |       |  |  | Federico I di Prussia |  |  | Federico Guglielmo I di Brandeburgo |  |
|                                              |                                          |                                                           |                                         |  |  |       |  |  | Federico I di Prussia |  |  | Federico Guglielmo I di Brandeburgo |  |
|                                              |                                          | Luisa Enrichetta d'Orange                                 |                                         |  |  |       |  |  | Federico I di Prussia |  |  |                                     |  |
| Federico Guglielmo I di Prussia              |                                          |                                                           |                                         |  |  |       |  |  | Federico I di Prussia |  |  |                                     |  |
|                                              |                                          | Sofia Carlotta di Hannover                                | Ernesto Augusto di Brunswick-Lüneburg   |  |  |       |  |  |                       |  |  |                                     |  |
|                                              |                                          | Sofia Carlotta di Hannover                                | Ernesto Augusto di Brunswick-Lüneburg   |  |  |       |  |  |                       |  |  |                                     |  |
|                                              |                                          | Sofia Carlotta di Hannover                                | Sofia del Palatinato                    |  |  |       |  |  |                       |  |  |                                     |  |
| Augusto Ferdinando di Prussia                |                                          | Sofia Carlotta di Hannover                                |                                         |  |  |       |  |  |                       |  |  |                                     |  |
|                                              |                                          | Giorgio I del Regno Unito                                 | Ernesto Augusto di Brunswick-Lüneburg   |  |  |       |  |  |                       |  |  |                                     |  |
|                                              |                                          | Giorgio I del Regno Unito                                 | Ernesto Augusto di Brunswick-Lüneburg   |  |  |       |  |  |                       |  |  |                                     |  |
|                                              |                                          | Giorgio I del Regno Unito                                 | Sofia del Palatinato                    |  |  |       |  |  |                       |  |  |                                     |  |
| Sofia Dorotea di Hannover                    |                                          | Giorgio I del Regno Unito                                 |                                         |  |  |       |  |  |                       |  |  |                                     |  |
|                                              |                                          | Sofia Dorotea di Celle                                    | Giorgio Guglielmo di Brunswick-Lüneburg |  |  |       |  |  |                       |  |  |                                     |  |
|                                              |                                          | Sofia Dorotea di Celle                                    | Giorgio Guglielmo di Brunswick-Lüneburg |  |  |       |  |  |                       |  |  |                                     |  |
|                                              |                                          | Sofia Dorotea di Celle                                    | Éléonore d'Esmier d'Olbreuse            |  |  |       |  |  |                       |  |  |                                     |  |
| Augusto di Prussia                           |                                          | Sofia Dorotea di Celle                                    |                                         |  |  |       |  |  |                       |  |  |                                     |  |
|                                              | Filippo Guglielmo di Brandeburgo-Schwedt | Federico Guglielmo I di Brandeburgo                       |                                         |  |  |       |  |  |                       |  |  |                                     |  |
|                                              | Filippo Guglielmo di Brandeburgo-Schwedt | Federico Guglielmo I di Brandeburgo                       |                                         |  |  |       |  |  |                       |  |  |                                     |  |
|                                              | Filippo Guglielmo di Brandeburgo-Schwedt | Sofia Dorotea di Schleswig-Holstein-Sonderburg-Glücksburg |                                         |  |  |       |  |  |                       |  |  |                                     |  |
| Federico Guglielmo di Brandeburgo-Schwedt    | Filippo Guglielmo di Brandeburgo-Schwedt |                                                           |                                         |  |  |       |  |  |                       |  |  |                                     |  |
|                                              |                                          | Giovanna Carlotta di Anhalt-Dessau                        | Giovanni Giorgio II di Anhalt-Dessau    |  |  |       |  |  |                       |  |  |                                     |  |
|                                              |                                          | Giovanna Carlotta di Anhalt-Dessau                        | Giovanni Giorgio II di Anhalt-Dessau    |  |  |       |  |  |                       |  |  |                                     |  |
|                                              |                                          | Giovanna Carlotta di Anhalt-Dessau                        | Enrichetta Caterina d'Orange            |  |  |       |  |  |                       |  |  |                                     |  |
| Anna Elisabetta Luisa di Brandeburgo-Schwedt |                                          | Giovanna Carlotta di Anhalt-Dessau                        |                                         |  |  |       |  |  |                       |  |  |                                     |  |
|                                              |                                          | Federico Guglielmo I di Prussia                           | Federico I di Prussia                   |  |  |       |  |  |                       |  |  |                                     |  |
|                                              |                                          | Federico Guglielmo I di Prussia                           | Federico I di Prussia                   |  |  |       |  |  |                       |  |  |                                     |  |
|                                              |                                          | Federico Guglielmo I di Prussia                           | Sofia Carlotta di Hannover              |  |  |       |  |  |                       |  |  |                                     |  |
| Sofia Dorotea di Prussia                     |                                          | Federico Guglielmo I di Prussia                           |                                         |  |  |       |  |  |                       |  |  |                                     |  |
|                                              |                                          | Sofia Dorotea di Hannover                                 | Giorgio I del Regno Unito               |  |  |       |  |  |                       |  |  |                                     |  |
|                                              |                                          | Sofia Dorotea di Hannover                                 | Giorgio I del Regno Unito               |  |  |       |  |  |                       |  |  |                                     |  |
|                                              |                                          | Sofia Dorotea di Hannover                                 | Sofia Dorotea di Celle                  |  |  |       |  |  |                       |  |  |                                     |  |
|                                              |                                          | Sofia Dorotea di Hannover                                 |                                         |  |  |       |  |  |                       |  |  |                                     |  |